# シェフズ・スペシャル
『シェフズ・スペシャル』（西: Fuera de carta, 英: Chef's Special）は、2008年に製作されたスペインの映画。
2009年7月12日、第18回東京国際レズビアン&ゲイ映画祭にて、アジア及び日本で初上映された。

## キャスト
- マキシ：ハビエル・カマラ
- アレックス：ロラ・ドゥエニャス
- オラシオ：ベンジャミン・ビクーニャ
- ラミロ：フェルナンド・テヘーロ
- パスカル：カルロス・レアル